# ألف أندرسن (موسيقي)
ألف أندرسن (بالنرويجية البوكمول: Alf Andersen)‏ هو موسيقي نرويجي، ولد في 25 نوفمبر 1928، وتوفي في 24 يونيو 1962.